# Karlsburg (Burg)
Die Karlsburg ist die Ruine einer 1525 zerstörten Spornburg auf einem breiten Felssporn am linken Ufer des Mains auf dem Gemarkungsgebiet von Mühlbach gegenüber der Stadt Karlstadt, ca. 25 km nordwestlich von Würzburg. Nördlich unterhalb der Burg befand sich die zugehörige Talsiedlung in der Gemarkung des heutigen Stadtteils Karlburg.

## Geografische Lage
Es handelt sich um eine sehr verkehrsgünstige und -bestimmende Lage im fränkischen Altsiedelland. Das Maintal weitet sich hier zu einem flachen, nach Westen hin ansteigenden Kessel. Entlang des Mains sowie in West-Ost-Richtung verliefen wichtige Verkehrstrassen zu den Zentren des fränkisch-karolingischen Reiches. Sie kreuzten den Fluss hier in zwei, ca. zwei Kilometer voneinander entfernten Furten. Der Komplex von Burg und Siedlung bildete die letzte Etappenstation auf dem Weg mainaufwärts nach Würzburg, dem ehemaligen Sitz des Herzogs Heden und Bischofsstadt seit 741/42. Ebenfalls eine Tagesreise entfernt liegen flussabwärts das Kloster Neustadt und in nördlicher Richtung Hammelburg. Dies zeigt die wichtige Position der Karlsburg auf dem Weg durch das damalige Ostfranken.

## Schriftliche Überlieferung
Die erste Erwähnung des Siedlungskomplexes Karlburg zum Jahr 741/42 steht im direkten Zusammenhang mit der Gründung des Bistums Würzburg. Der karolingische Hausmeier Karlmann schenkte dem von Bonifatius begründeten Bistum neben 25 königlichen Eigenkirchen auch ein Marienkloster mit zugehörenden Gütern und Rechten in der villa Karloburgo, wovon drei spätere Bestätigungsurkunden berichten. Eine Altstraße führte von der Karlsburg und Karlburg unter anderem über Duttenbrunn, Unterleinach, Oberleinach und Hettstadt zum Marienberg in Würzburg. In einer zweiten Schenkung im selben Kontext übergab König Pippin der Jüngere 751/53 dem ersten Würzburger Bischof Burkard Burg und Königshof mit zugehörigem Fiskalbezirk und allen daraus zu beziehenden Einkünften (castellum ... Karloburg ... cum fisco regali). Spätestens in der Mitte des 8. Jahrhunderts bestand damit ein Zentralort mit Befestigung, Königshof sowie einem Kloster, der zunächst in königlicher Hand bzw. der der karolingischen Hausmeier war und erst danach an das Bistum übergeben wurde. Das genaue Gründungsdatum der Burg lässt sich nicht aus den Quellen ableiten. Es bleibt unklar, ob sie erst in karolingischer Zeit, möglicherweise unter Karl Martell, dem Großvater von Kaiser Karl, oder bereits in spätmerowingischer Zeit, vielleicht unter Obhut der Hedene, angelegt worden war. Auch fehlen Auskünfte über Aussehen und Funktion der Burg, wo der Sage nach Karl der Große häufig weilte. Die historischen Nachrichten kennzeichnen Karlburg bereits als einen wichtigen Zentralort in der frühmittelalterlichen Landesgeschichte Mainfrankens. Die 1286 als castrum genannte Karlsburg fand ihr Ende im Bauernkrieg, als sie zwischen dem 15. Mai und 3. Juni 1525 von Bauern niedergebrannt wurde.

## Archäologische Ausgrabungen
Archäologische Ausgrabungen auf der Burg fanden 1971/72 und 1974/75 unter Leitung von Klaus Schwarz statt. 1994 wurde erneut eine kleinere Sondagegrabung durchgeführt. Wesentliche Erkenntnisse ermöglichten auch 1992 aufgenommene Luftbilder der ältesten, obertägig kaum erkennbaren Befestigung.

## Die Entwicklung der Karlsburg vom 8. bis 16. Jahrhundert
Die Auswertung der Grabungen durch Peter Ettel ergab eine Gliederung der Baugeschichte der Burg in vier Phasen.

### Phase A – Die karolingische Anlage der frühen Würzburger Bistumszeit (Errichtung um die Mitte des 8. Jahrhunderts)
Sie besaß eine Ausdehnung von etwa 125 × 120 m mit ca. 1,3 ha Innenfläche und war mit einem 5,30 m breiten, ehemals 1,90 m tiefen Spitzgraben umwehrt, der den Sporn bogenförmig abschloss. Hinter der inneren Grabenkante verlief mit sehr hoher Wahrscheinlichkeit eine Mörtelmauer, eine der frühesten derartigen Befestigungen in Süddeutschland. In den kleineren Sondageschnitten im Inneren der Burganlage wurden verschiedene Pfostenstellungen und Siedlungsgruben angetroffen, die Zeugnis einer intensiven Bebauung und Nutzung geben. Unter den Funden ist besonders ein vermutlich frühmittelalterliches, verziertes Beinplättchen zu nennen. Es stammt wohl von einem Kästchen und gilt als Beleg für die Anwesenheit einer sozial gehobenen Personenschicht auf der Burg.

### Phase B – Die ottonische Anlage (Errichtung um 900 – 1. Hälfte 10. Jahrhunderts)
Die kleinere Befestigung der karolingischen Burg wurde aufgegeben, der Graben verfüllt und die umwehrte Fläche auf 1,7 ha erweitert. Dies umfasste auch bisher ungenutztes Gelände davor; die Ausdehnung betrug nun etwa 170 × 120 m. Die neue Befestigung bildeten ein wiederum bogenförmiger, mit Steinen und Erdreich aufgeschütteter, 9–10 m breiter Wall und ein ohne Berme vorgelagerter Graben. Sehr wahrscheinlich zugehörig sind zwei weitere, ca. 100 bzw. 200 m entfernte Wall-Graben-Anlagen im Vorfeld, die in ihrer Konstruktion ganz der Hauptbefestigung entsprechen und offenbar als Annäherungshindernisse für Reiter dienten. Die Art der Befestigung ist für Anlagen aus der Zeit der Ungarneinfälle um 900 und in der ersten Hälfte des 10. Jahrhunderts typisch. Von der dichten Innenbesiedlung zeugen wiederum zahlreiche Pfostengruben und Feuerstellen. Am Wallfuß stand ein Sechs-Pfostenhaus von 6,40 × 5–5,20 m Größe, mit Bretterboden, einer Steinbegrenzung im Westen und einer gemauerten Herdstelle in der Nordwestecke.

### Phase C – Die salisch-staufische Anlage (Errichtung im 11. Jahrhundert)
Die Größe der ottonischen Burg wurde beibehalten. Auf dem Wall wurde eine gemörtelte Mauer errichtet, die durch vorgelagerte und teilweise in den Graben gesetzte Türme verstärkt war. Die drei ergrabenen gleichartigen Türme in relativ regelmäßigen Abständen von 32 bis 35 m besaßen jeweils eine Mauerdicke von ca. 1,60 m und eine Frontlänge von 7,20 m. Angenommen werden können zwei weitere Türme im Südwesten ebenso wie ein Tor an der Südwestecke. Während der dritten Phase wurde auch der Wall auf der Innenseite um 3–4 m auf 13–13,50 m verbreitert, der Graben auf 4,50 m vertieft und auf 10–12 m verbreitert. Die Befestigung erreichte damit eine Gesamtbreite von 25 m.
Bei den auch hier wieder zahlreichen Pfostenlöchern ist eine besonders massive Bauweise mit sehr breiten und tiefen, bis in den anstehenden Fels getriebenen Pfostengruben auffällig. Am Wallfuß wurde wiederum ein zweischiffiges Pfostenhaus mit 6 m Seitenlänge ergraben.
Eine große Zahl von Keramik und Metallfunden belegt die intensive und mehrphasige Nutzung des Innenraums. Hufeisen, Hufnägel und ein Steigbügel weisen auf die zeitweilige Anwesenheit berittener Truppen hin.

### Phase D – spätmittelalterliche Anlage (ab um 1200 oder Mitte des 13. Jahrhunderts bis Mitte des 16. Jahrhunderts)
Die Burganlage wurde nun verkleinert und blieb auf den südöstlichen Spornbereich beschränkt. Dafür wurde ein tiefer und 30 m breiter Halsgraben angelegt, die älteren Befestigungen weitgehend geschleift und das Gelände im Vorfeld planiert.
Von der Innenbebauung sind mehrere Reste noch im Aufgehenden erhalten. Einige romanische Bauteile stammen wohl noch aus salisch-staufischer Zeit. Möglicherweise wurde die Burg D schon um 1200 parallel zur Gründung Karlstadts auf der gegenüberliegenden Mainseite durch Bischof Konrad von Querfurt (1198–1202) angelegt.
Von den gotischen Bauten ist v. a. die Ostwand des Palasgebäudes erhalten, die sich noch heute in einer Höhe von 90 m über dem Main erhebt und ein insbesondere von der Mainseite aus ein eindrucksvolles Bild bietet. Die Karlsburg wurde während des Bauernkrieges im Jahr 1525 zerstört.

## Bilder

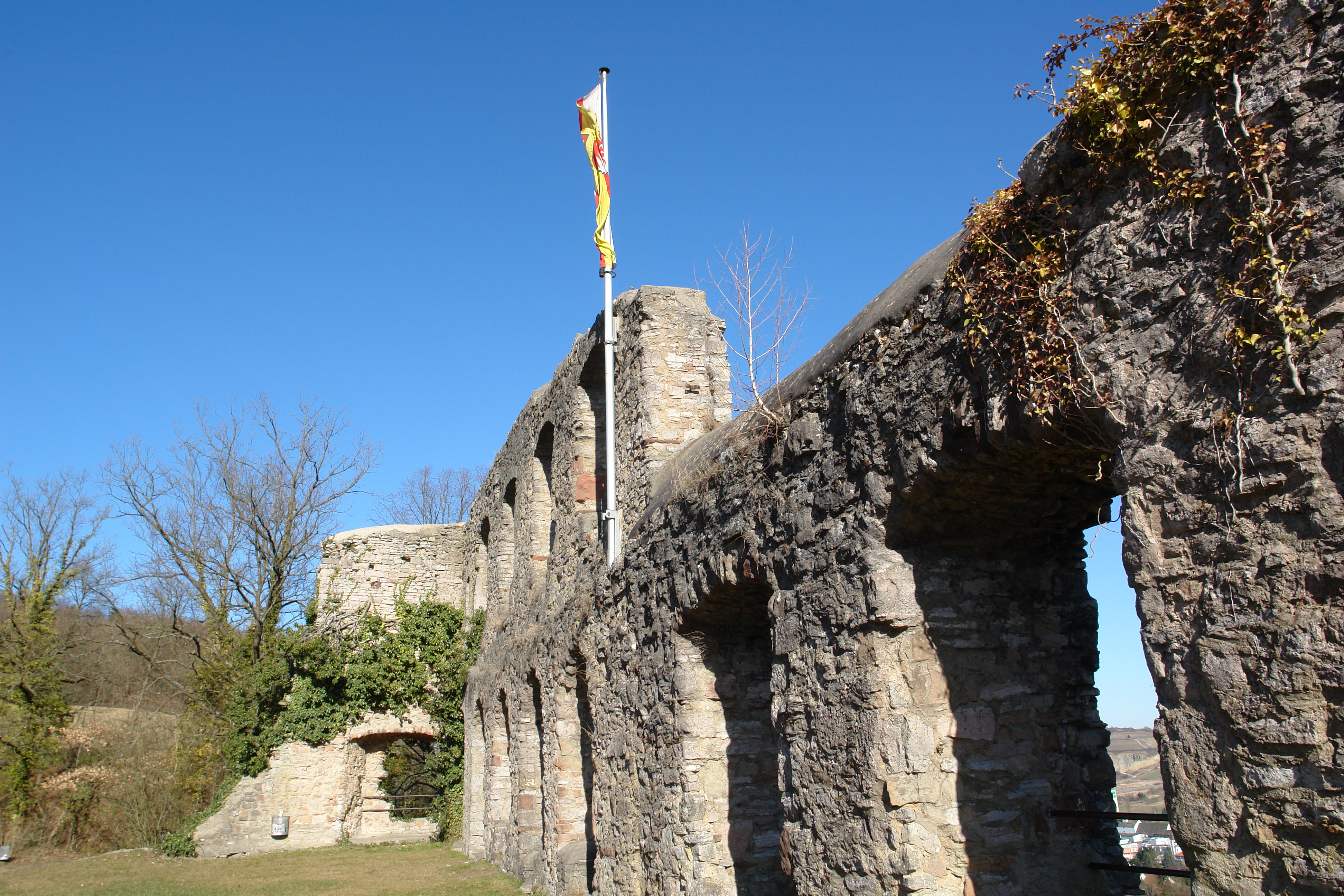
Verbliebene Wand des Palas
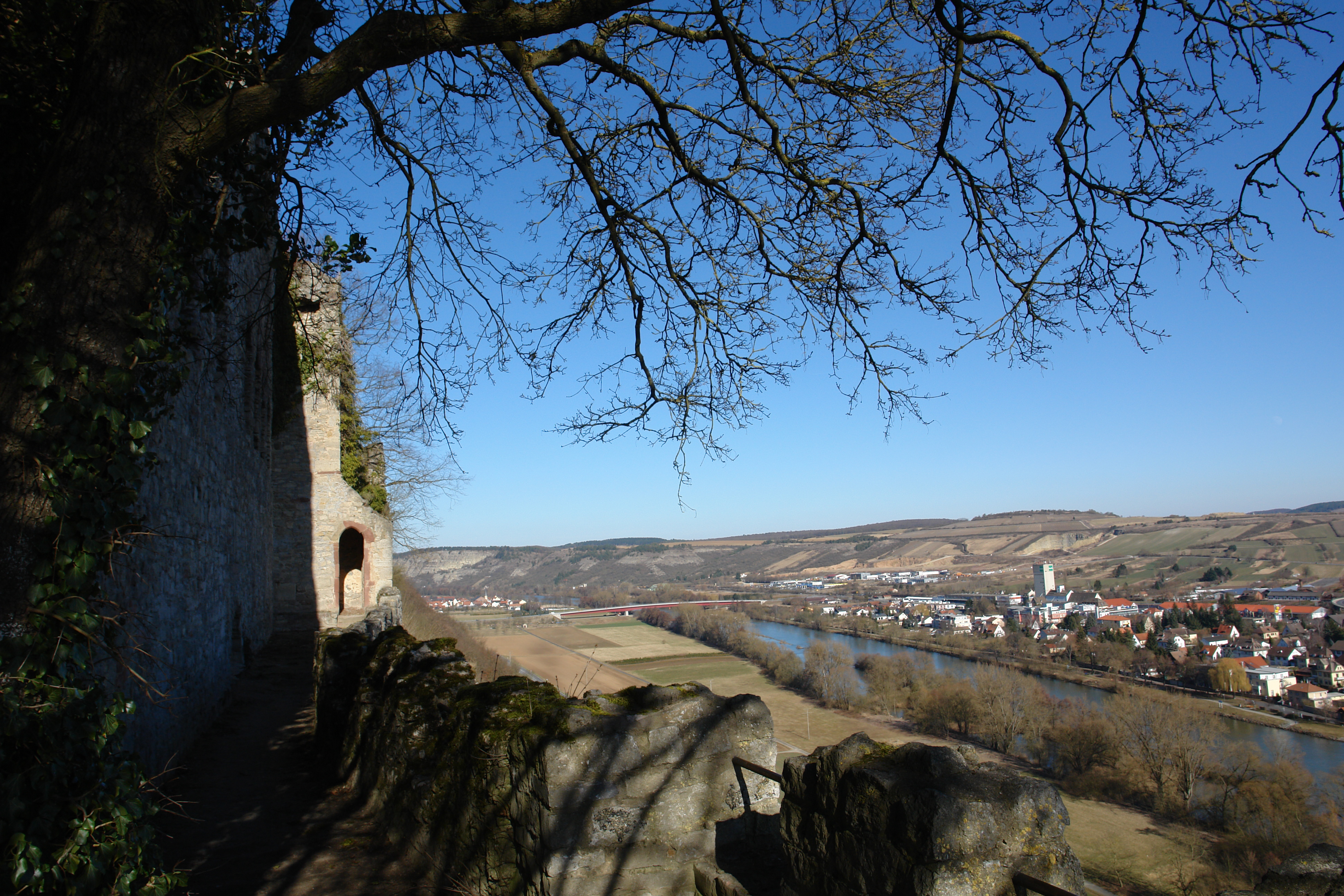
Blick von der Ruine auf den Main
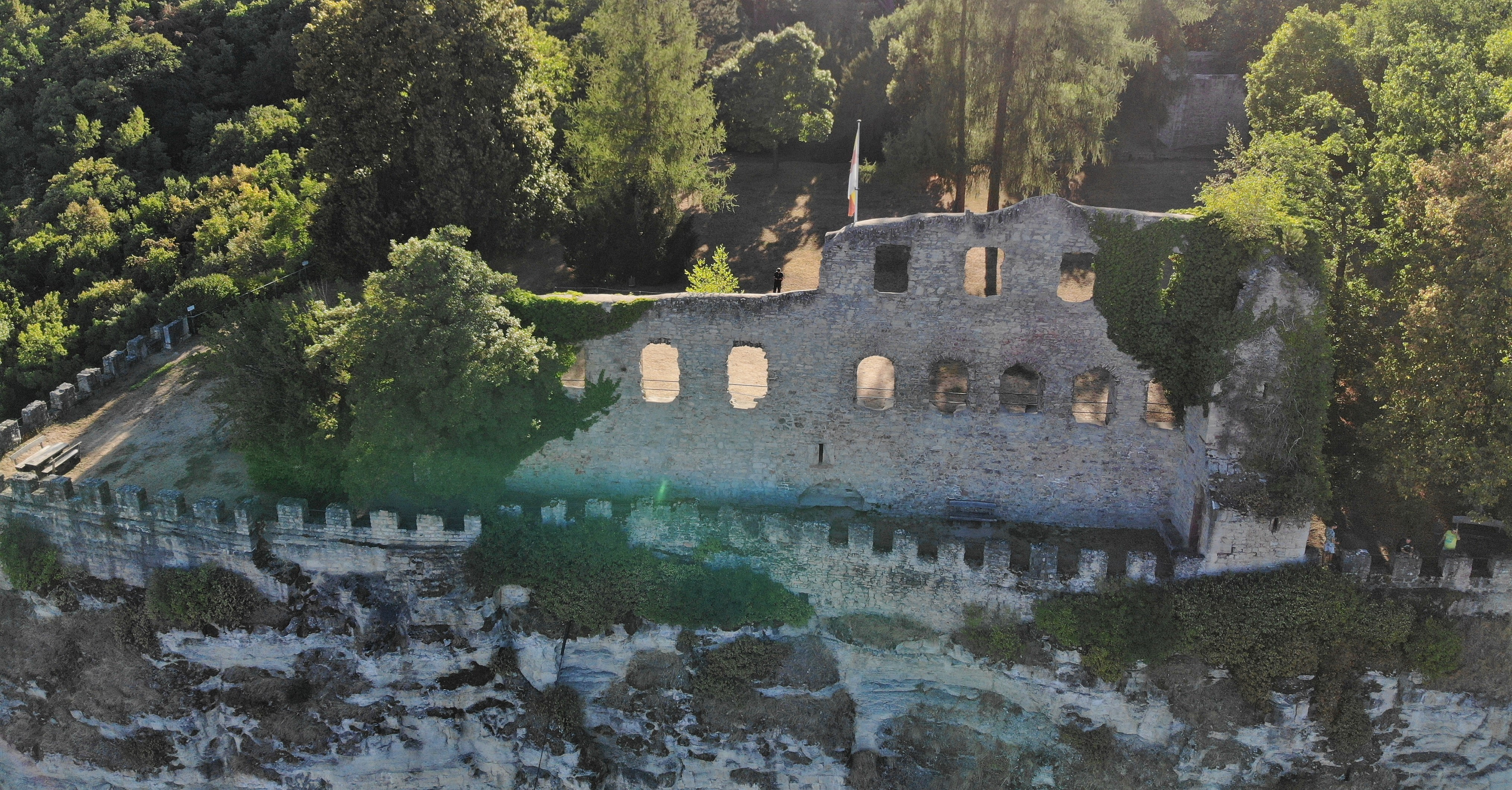
Luftbild der verbliebenen Wand des Palas und des massiven Felsfundamentes